# Stortingsvalget 1933
Stortingsvalget 1933 blev afholdt i Norge mandag den 16. oktober 1933.
Johan Ludwig Mowinckels tredje regering (Venstre), som var udnævnt i marts samme år, overlevede valget. Valgresultatet giver imidlertid et reelt flertal til Bondepartiet og Arbeiderpartiet, og gennem «Kriseforliget» i 1935 tiltrådte Johan Nygaardsvolds regering (Ap).

## Resultat
| Parti                                       | Procent af stemmerne(%) | Ændring i forhold til 1930 | Mandater | Ændring i forhold til 1930 |
| ------------------------------------------- | ----------------------- | -------------------------- | -------- | -------------------------- |
| Arbeiderpartiet                             | 40,1                    | + 8,7                      | 69       | + 22                       |
| Venstre¹                                    | 17,1                    | - 3,1                      | 24       | - 9                        |
| Høyre                                       | 15,4                    | - 2,1                      | 30       | - 9                        |
| Bondepartiet                                | 13,9                    | - 2,0                      | 23       | - 2                        |
| Nasjonal Samling og Bygdefolket             | 2,2                     | + 2,2                      | 0        | 0                          |
| Norges Kommunistiske Parti                  | 1,8                     | + 0,1                      | 0        | 0                          |
| Frisindede Folkeparti                       | 1,6                     | - 1,0                      | 1        | - 1                        |
| Samfunnspartiet                             | 1,5                     | + 1,5                      | 1        | + 1                        |
| Kristelig Folkeparti                        | 0,8                     | + 0,8                      | 1        | + 1                        |
| Det Radikale Folkeparti                     | 0,5                     | - 0,2                      | 1        | 0                          |
| Møre Fisker- og Småbrukerparti              | 0,2                     | + 0,2                      | 0        | 0                          |
| Akershus Socialdemokratiske Parti           | 0,02                    | + 0,02                     | 0        | 0                          |
| Felleslister Høyre og Frisindede Folkeparti | 4,8                     | - 5,2                      | 0²       | 0                          |
| Total                                       | 100                     | 0                          | 150      | 0                          |

¹ Venstre stillede fællesliste med det Radikale Folkeparti i Hedmark.

² Mandat på fælleslister opført på de enkelte partier.